# 張濬 (成化進士)
張濬（1451年—？），字宗舜，山西太原府代州人，軍籍，明朝政治人物。

## 生平
山西鄉試第四十二名，成化十七年（1481年）辛丑科三甲進士。同年任直隸滿城縣知縣，政績卓著，擢雲南道御史。

## 家族
曾祖張文質；祖父張銘；父張子讓，母徐氏。具慶下。